# Бананал (микрорегион)
Бананал (порт. Microrregião de Bananal) — микрорегион в Бразилии, входит в штат Сан-Паулу. Составная часть мезорегиона Вали-ду-Параиба-Паулиста. 
Население составляет 	26 281	 человек (на 2010 год). Площадь — 	2 064,022	 км². Плотность населения — 	12,73	 чел./км².

## Демография
Согласно сведениям, собранным в ходе переписи 2010 г. Национальным институтом географии и статистики (IBGE), население микрорегиона составляет:						
| Полное население                             | Полное население                             | Полное население                             | Полное население                             | 26 281 |
| -------------------------------------------- | -------------------------------------------- | -------------------------------------------- | -------------------------------------------- | ------ |
| в том числе:                                 | Городское население                          | 18 258                                       | Процент городского населения, %              | 69,47  |
|                                              | Сельское население                           | 8 023                                        | Процент сельского населения, %               | 30,53  |
|                                              | Мужское население                            | 13 120                                       | Процент мужского населения, %                | 49,92  |
|                                              | Женское население                            | 13 161                                       | Процент женского населения, %                | 50,08  |
| Плотность населения, чел/км²                 | Плотность населения, чел/км²                 | Плотность населения, чел/км²                 | Плотность населения, чел/км²                 | 12,73  |
| Население микрорегиона в % к населению штата | Население микрорегиона в % к населению штата | Население микрорегиона в % к населению штата | Население микрорегиона в % к населению штата | 0,06   |

## Статистика
- Валовой внутренний продукт на 2003 составляет 148 410 272,00 реалов (данные: Бразильский институт географии и статистики).
- Валовой внутренний продукт на душу населения на 2003 составляет 5657,90 реалов (данные: Бразильский институт географии и статистики).
- Индекс развития человеческого потенциала на 2000 составляет 0,736 (данные: Программа развития ООН).

## Состав микрорегиона
В составе микрорегиона включены следующие муниципалитеты:
1. Арапеи
2. Ареяс
3. Бананал
4. Силвейрас
5. Сан-Жозе-ду-Баррейру